# Theodor Bergk
Theodor Bergk (12 de mayo de 1812 - 20 de julio de 1881) fue un filólogo alemán, experto en poesía griega clásica.

## Biografía
Bergk nació en Leipzig. Tras estudiar en la Universidad de Leipzig, donde fue alumno de G. Hermann, ejerció un lectorado en 1835 en la escuela de huérfanos de Halle. Tras ejercer la docencia en Neustrelitz, Berlín y Cassel, en 1842 sucedió a K. F. Hermann como profesor de literatura clásica en la Universidad de Marburgo. En 1852 pasó a la Universidad de Friburgo de Brisgovia, y en 1857 regresó a Halle.  
En 1868 abandonó la docencia y se asentó en Bonn, dedicándose al estudio y la literatura. Murió el 20 de julio de 1881 en Ragatz, Suiza, adonde había acudido para mejorar su salud.

## Obra
Aunque la actividad literaria de Bergk fue muy amplia, su reputación reposa fundamentalmente en sus trabajos sobre literatura griega, y en especial sobre los poetas líricos griegos. Sus obras Poetae Lyrici Graeci (1843) y Griechische Litteraturgeschichte (1872-1887) (completada por G. Hinrichs y R. Peppmüller con ayuda de textos póstumos de Bergk) son sendos clásicos de su campo. 
Hizo ediciones críticas de Anacreonte (1834), los fragmentos de Aristófanes (1840), Aristófanes (3ª ed., 1872) y Sófocles (2ª ed., 1868). Publicó también una antología lírica (4ª ed., 1890). 
En el campo de los estudios latinos, publicó entre otras Augusti Rerum a se gestarum Index (1873), Inschriften römischer Schleudergeschosse (1876), Zur Geschichte und Topographie der Rheinlande in römischer Zeit (1882) y Beitrage zur romischen Chronologie (1884).
Sus artículos fueron recogidos en Kleine philologische Schriften, ed. por Peppmüller (1884-1886). Este libro contiene también una lista completa de todas sus obras y una pequeña biografía.